# Kaysha Love
Kaysha Love (* 24. September 1997 in West Jordan, Utah) ist eine US-amerikanische Bobfahrerin.

## Sportliche Karriere
Kaysha Love begann ihre sportliche Laufbahn als Leichtathletin an der University of Nevada in Las Vegas.  Zum Bobsport kam sie Ende des Jahres 2020 und debütierte im Weltcup im November 2021 in Innsbruck-Igls als Anschieber von Elana Meyers Taylor mit einem 5. Platz.  Eine Woche später errang sie im Bob von Kaillie Humphries in ihrem zweiten Weltcuprennen überhaupt ihren ersten Weltcup-Sieg.  Zur Saison 2023/24 wechselte sie an die Lenkseile und ging sowohl im Monobob als auch im Zweierbob an den Start.  Ihre Karriere als Pilotin begann sie dabei mit einem Weltcupsieg in La Plagne im Monobob.  Im Zweierbob war sie nicht ganz so erfolgreich und erreichte im vierten Rennen im norwegischen Lillehammer mit einem dritten Rang ihre erste Podiumsplatzierung.

## Erfolge

### Weltcupsiege
Monobob Damen
| Nr. | Datum         | Ort         | Bahn                                  |
| --- | ------------- | ----------- | ------------------------------------- |
| 1.  | 9. Dez. 2023  | La Plagne   | Piste de La Plagne                    |
| 2.  | 27. Jan. 2024 | Lillehammer | Lillehammer Olympiske Bob- og Akebane |

Zweierbob Damen
| Nr.                                    | Datum         | Ort         | Bahn                                 |
| -------------------------------------- | ------------- | ----------- | ------------------------------------ |
| Als Anschieberin von Kaillie Humphries |               |             |                                      |
| 1.                                     | 5. Dez. 2021  | Altenberg   | Rennschlitten- und Bobbahn Altenberg |
| 2.                                     | 18. Dez. 2022 | Lake Placid | Olympia-Bobbahn Lake Placid          |
| 3.                                     | 22. Jan. 2023 | Altenberg   | Rennschlitten- und Bobbahn Altenberg |